# ريان كيلين
ريان كيلين (بالإنجليزية: Ryan Killeen)‏ هو لاعب كرة قدم أمريكية أمريكي، ولد في 11 يوليو 1983 في نوركو في الولايات المتحدة.